# Lista planetelor minore: 112001–113000
| Nume                                                | Denumire provizorie                                 | Data descoperirii                                   | Locul descoperirii                                  | Descoperitor(i)                                     |                                                     |                                                     |                                                     |                                                     |                                                     |                                                     |                                                     |                                                     |                                                     |                                                     |                                                     |                                                     |                                                     |                                                     |                                                     |                                                     |                                                     |                                                     |                                                     |                                                     |                                                     |                                                     |                                                     |                                                     |                                                     |                                                     |                                                     |                                                     |                                                     |                                                     |                                                     |                                                     |                                                     |                                                     |                                                     |                                                     |                                                     |                                                     |                                                     |                                                     |                                                     |                                                     |                                                     |                                                     |                                                     |
| 112001–112100 Lista planetelor minore/112001–112100 | 112001–112100 Lista planetelor minore/112001–112100 | 112001–112100 Lista planetelor minore/112001–112100 | 112001–112100 Lista planetelor minore/112001–112100 | 112001–112100 Lista planetelor minore/112001–112100 | 112101–112200 Lista planetelor minore/112101–112200 | 112101–112200 Lista planetelor minore/112101–112200 | 112101–112200 Lista planetelor minore/112101–112200 | 112101–112200 Lista planetelor minore/112101–112200 | 112101–112200 Lista planetelor minore/112101–112200 | 112201–112300 Lista planetelor minore/112201–112300 | 112201–112300 Lista planetelor minore/112201–112300 | 112201–112300 Lista planetelor minore/112201–112300 | 112201–112300 Lista planetelor minore/112201–112300 | 112201–112300 Lista planetelor minore/112201–112300 | 112301–112400 Lista planetelor minore/112301–112400 | 112301–112400 Lista planetelor minore/112301–112400 | 112301–112400 Lista planetelor minore/112301–112400 | 112301–112400 Lista planetelor minore/112301–112400 | 112301–112400 Lista planetelor minore/112301–112400 | 112401–112500 Lista planetelor minore/112401–112500 | 112401–112500 Lista planetelor minore/112401–112500 | 112401–112500 Lista planetelor minore/112401–112500 | 112401–112500 Lista planetelor minore/112401–112500 | 112401–112500 Lista planetelor minore/112401–112500 | 112501–112600 Lista planetelor minore/112501–112600 | 112501–112600 Lista planetelor minore/112501–112600 | 112501–112600 Lista planetelor minore/112501–112600 | 112501–112600 Lista planetelor minore/112501–112600 | 112501–112600 Lista planetelor minore/112501–112600 | 112601–112700 Lista planetelor minore/112601–112700 | 112601–112700 Lista planetelor minore/112601–112700 | 112601–112700 Lista planetelor minore/112601–112700 | 112601–112700 Lista planetelor minore/112601–112700 | 112601–112700 Lista planetelor minore/112601–112700 | 112701–112800 Lista planetelor minore/112701–112800 | 112701–112800 Lista planetelor minore/112701–112800 | 112701–112800 Lista planetelor minore/112701–112800 | 112701–112800 Lista planetelor minore/112701–112800 | 112701–112800 Lista planetelor minore/112701–112800 | 112801–112900 Lista planetelor minore/112801–112900 | 112801–112900 Lista planetelor minore/112801–112900 | 112801–112900 Lista planetelor minore/112801–112900 | 112801–112900 Lista planetelor minore/112801–112900 | 112801–112900 Lista planetelor minore/112801–112900 | 112901–113000 Lista planetelor minore/112901–113000 | 112901–113000 Lista planetelor minore/112901–113000 | 112901–113000 Lista planetelor minore/112901–113000 | 112901–113000 Lista planetelor minore/112901–113000 | 112901–113000 Lista planetelor minore/112901–113000 |
| --------------------------------------------------- | --------------------------------------------------- | --------------------------------------------------- | --------------------------------------------------- | --------------------------------------------------- | --------------------------------------------------- | --------------------------------------------------- | --------------------------------------------------- | --------------------------------------------------- | --------------------------------------------------- | --------------------------------------------------- | --------------------------------------------------- | --------------------------------------------------- | --------------------------------------------------- | --------------------------------------------------- | --------------------------------------------------- | --------------------------------------------------- | --------------------------------------------------- | --------------------------------------------------- | --------------------------------------------------- | --------------------------------------------------- | --------------------------------------------------- | --------------------------------------------------- | --------------------------------------------------- | --------------------------------------------------- | --------------------------------------------------- | --------------------------------------------------- | --------------------------------------------------- | --------------------------------------------------- | --------------------------------------------------- | --------------------------------------------------- | --------------------------------------------------- | --------------------------------------------------- | --------------------------------------------------- | --------------------------------------------------- | --------------------------------------------------- | --------------------------------------------------- | --------------------------------------------------- | --------------------------------------------------- | --------------------------------------------------- | --------------------------------------------------- | --------------------------------------------------- | --------------------------------------------------- | --------------------------------------------------- | --------------------------------------------------- | --------------------------------------------------- | --------------------------------------------------- | --------------------------------------------------- | --------------------------------------------------- | --------------------------------------------------- |

| Predecesor: 111001–112000 | Lista planetelor minore 112001–113000 Semnificații ale numelor: 112001–113000 | Succesor: 113001–114000 |